# Wilmen Bravo
Pour les articles homonymes, voir Bravo.
Bravo  Isaga est un nom espagnol. Le premier nom de famille, en général paternel, est Bravo ; le second, en général maternel, souvent omis, est Isaga.
Wilmen Bravo Isaga (né le 22 décembre 1981) est un coureur cycliste vénézuélien.

## Biographie
En 2006, il est suspendu quatre mois en raison d'un contrôle positif. L'année suivante, il remporte une étape du Tour du Venezuela.
Début 2017, il s’impose sur la quatrième étape du Tour du Táchira.

## Palmarès et résultats

### Palmarès par année
- 2007
  - 4e étape du Tour du Venezuela
- 2009
  - 4e étape du Tour du Trujillo
- 2010
  - 3e étape du Tour de Cuba
  - 4e étape du Tour du Trujillo
  - 2e de la Holy Saturday Cross Country Cycling Classic
- 2011
  - 6e étape du Tour du Venezuela
- 2017
  - 4e étape du  Tour du Táchira
- 2019
  - 4e étape de la Vuelta a Miranda

### Classements mondiaux
| Année            | 2006 | 2007 | 2008 | 2009 | 2010 | 2011 | 2012 | 2013 | 2014 | 2015 | 2016 | 2017 | 2018 | 2019 |
| ---------------- | ---- | ---- | ---- | ---- | ---- | ---- | ---- | ---- | ---- | ---- | ---- | ---- | ---- | ---- |
| UCI America Tour | 347e | 194e |      | 349e | 70e  | 129e | 316e | 345e | 357e | 219e |      | 313e | 406e | 373e |